# Anomalochrysa ornatipennis
Anomalochrysa ornatipennis is een insect uit de familie van de gaasvliegen (Chrysopidae), die tot de orde netvleugeligen (Neuroptera) behoort. 
Anomalochrysa ornatipennis is voor het eerst wetenschappelijk beschreven door Blackburn in 1884.